# Liste des évêques et archevêques de Wellington
L'évêché de Wellington est créé le 20 juin 1848, par détachement du vicariat apostolique de Nouvelle-Zélande. Il est érigé en archevêché (Archidioecesis Vellingtonensis) le 10 mai 1887.

## Évêques

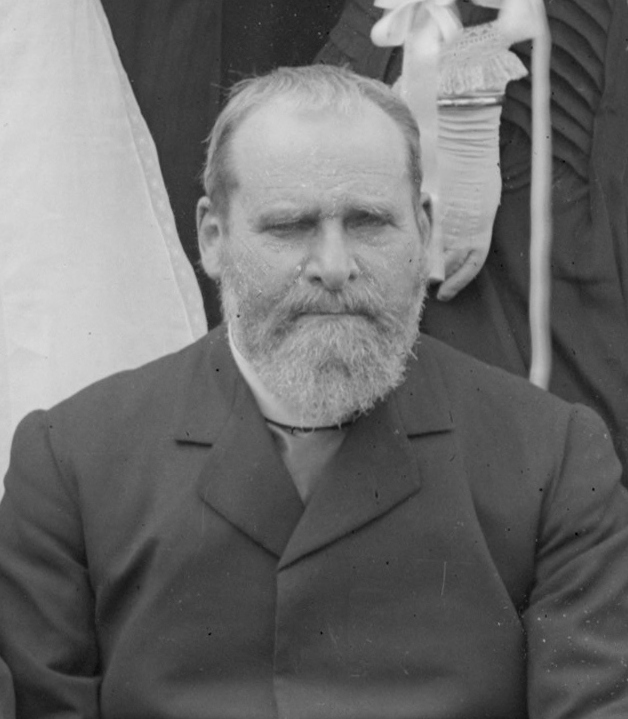
Francis Redwood (1839-1935)

- 20 juin 1848-3 juillet 1860 : siège vacant
  - 20 juin 1848-3 juillet 1860 : Philippe-Joseph Viard, administrateur apostolique du diocèse.
- 3 juillet 1860-† 2 juin 1872 : Philippe-Joseph Viard, nommé évêque de Wellington.
- 2 juin 1872-10 février 1874 : siège vacant
- 10 février 1874-10 mai 1887 : Francis Redwood (Francis Mary Redwood)

## Archevêques
- 10 mai 1887-† 3 janvier 1935 : Francis Redwood (Francis Mary Redwood), promu archevêque.
- 3 janvier 1935-† 9 mai 1954 : Thomas O’Shea
- 9 mai 1954-† 18 novembre 1973 : cardinal (28 avril 1969) Peter McKeefry (Peter Thomas McKeefry)
- 25 avril 1974-† 29 janvier 1979 : cardinal (24 mai 1976) Reginald Delargey (Reginald John Delargey)
- 30 octobre 1979-21 mars 2005 : cardinal (2 février 1983) Thomas Stafford Williams
- depuis le 21 mars 2005 : John Atcherley Dew

## Sources
- L'Annuaire Pontifical, sur le site http://www.catholic-hierarchy.org, à la page